# Феликс IV (III)
Фе́ликс IV (III) (лат. Felix PP. IV (III); ? — 22 сентября 530) — папа римский с 12 июля 526 года по 22 сентября 530 года. Канонизирован в Католической церкви.

## Биография
Феликс IV (имя при рождении — Фимбрий) был сыном Кастория из Беневента.

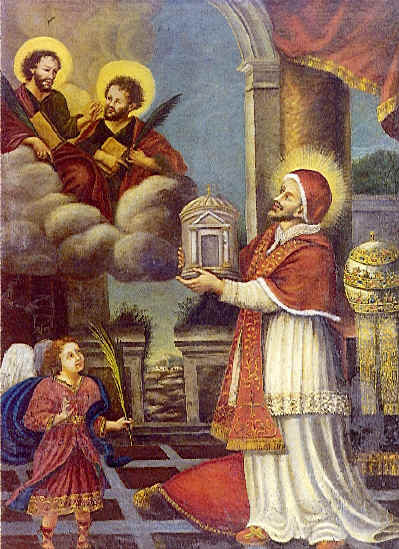
Феликс IV освящает Базилику Косьмы и Дамиана в Риме

18 мая 526 года папа Иоанн I умер в тюрьме в Равенне, став жертвой подозрений короля Теодориха. Король привёз в Рим Феликса, тогда ещё кардинала, и назвал его преемником Иоанна. Духовенство и миряне, опасаясь гнева правителя, утвердили Феликса на апостольском престоле 12 июля 526 года, почти два месяца спустя после смерти своего предшественника.
Феликс пользовался уважением Теодориха, его преемника короля Аталариха и его матери королевы-регентши Амаласунты. 30 августа 526 года Теодорих умер, и ввиду малолетства его племянник Аталариха регентство перешло к Амаласунте, дочери Теодориха, хорошо настроенной по отношению к христианам. Благодаря этому, папа получил от королевской семьи привилегии и недвижимость для церкви. Так, королева передала Церкви два старинных здания в римском форуме. Королева Амаласунта приняла эдикт, по которому Папа объявлялся третейским судьёй и имел право судить спорные вопросы между мирянами и духовенством. Феликс поставил около 39 епископов.

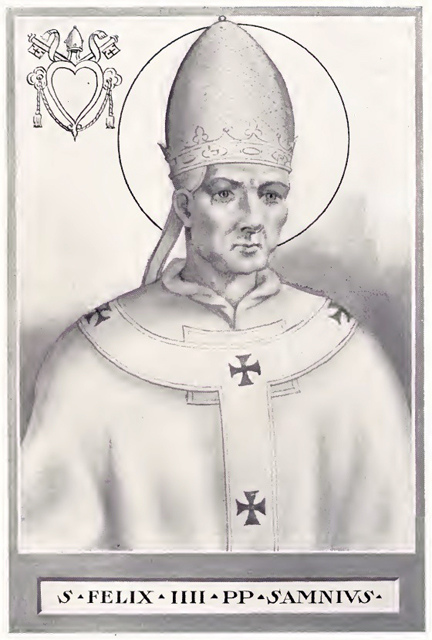
Папа Феликс IV

В результате позитивных отношений с королевским двором был издан королевский указ, подтвердивший древний обычай, по которому все гражданские лица, совершившие преступления против члена духовенства, подлежали суду папы или церковного суда. Был установлен штраф в размере десяти фунтов золота тому, кто нарушит это правило, доходы от штрафов надлежало отдавать бедным. Даже Грегоровиус отмечает: "...данные привилегии можно считать необходимым условием для освобождения духовенства от светских судов и основой его будущей политической силы".
Феликс поддерживал переписку с Галльской церковью, в послании к Цезарю Арелатскому сформулировал требования для кандидатов в священники.
Феликс серьёзно заболел в 530 году, будучи обеспокоен политическими разногласиями между римлянами. В присутствии духовенства и Сената папа объявил своим преемником архидиакона Бонифация, и пригрозил отлучить от церкви всех, кто устроит беспорядки, будучи недовольным этим выбором. В случае чудесного исцеления папы Бонифаций терял статус преемника. Сенат, в свою очередь, запретил споры по поводу преемника папы, пока он был ещё жив, под страхом изгнания и конфискации имущества.
Это незаконное с точки зрения канонического порядка избрания папы решение Феликс принял, опираясь на решения синода при папе Симмахе в 499 году, на котором было объявлено, что папа может выбирать себе преемника, и вся Церковь должна следовать его выбору. Только если папа умрёт без указания наследника, следовало проводить выборы. Целью этого правила было остановить раскол среди духовенства при Симмахе, и того же хотел добиться Феликс: среди духовенства набирал популярность оппонент Бонифация Диоскор.
Феликс IV умер 22 сентября 530 года, но его инициатива по назначению преемника не избавила церковь от конфликта.

## Существенные события во время понтификата
Понтификат Феликса IV был отмечен двумя основными событиями:
- символичное событие — закрытие философской школы в Афинах, основанной Платоном. Теперь греческая культура оказалась в забвении до времён Возрождения.
- открытие значительных перспектив для христианизации Западной Европы. Бенедикт Нурсийский основал Аббатство Монте-Кассино в Италии. Монашество, появившись на Востоке, стало укрепляться на Западе.

## Наследие
Феликс воздвиг и освятил Базилику Косьмы и Дамиана в Риме. В его апсиде можно наблюдать великолепные мозаики, которые изображают и самого Феликса. Это был первый храм в Риме, посвящённый святым Восточной церкви, и это, возможно, следует считать признаком попыток наладить отношения с Константинополем. Грегоровиус отмечает, что "возможно, была дипломатическая любезность к православному императору, с которым Римская Церковь в то время искала дружеские отношения".
Порядковый номер Феликса противоречит официальной истории католической церкви. Формально Феликс II был антипапой, поэтому Феликс IV на самом деле был Феликсом III.
Почитание Феликса IV проходит 22 сентября.